# Lesoto en los Juegos Olímpicos de París 2024
Lesoto estuvo representado en los Juegos Olímpicos de París 2024 por tres deportistas, dos mujeres y un hombre, que compitieron en dos deportes.
Los portadores de la bandera en la ceremonia de apertura fueron el atleta Tebello Ramakongoana y la practicante de taekwondo Michelle Tau. El equipo olímpico lesotense no obtuvo ninguna medalla en estos Juegos.